# Mitch Mitchell
John "Mitch" Mitchell (Ealing, Middlesex, Velika Britanija, 9. srpnja 1947. – Portland, Oregon, SAD, 12. studenog 2008.), britanski je glazbenik najpoznatiji po svom djelovanju u sastavu The Jimi Hendrix Experience.
Mitchell je 1969. godine nastupio zajedno s Hendrixom na legendarnom Woodstock Music & Art Fairu, a iste godine zajedno s Billyjem Coxom, Juma Sultanom, Jerryjem Velezom osnivaju sastav pod nazivom Gypsy Sun & Rainbows featuring Jimi Hendrix. Mitchell je također svirao bubnjeve na brojnim Hendrixovim uspješnicama, a neke od njih su "Fire", "Manic Depression", "Third stone from the Sun" i druge.
Jedan je od najzaslužnijih za razvoj "fusion" bubnjarskog stila, koji koristi elemente rocka i jazza. Glazbeni uzori bili su mu američki jazz bubnjari Elvin Jones i Max Roach.

## Životopis
John Mitchell rodio se 9. srpnja 1947. godine u Ealingu, zapadnom predgrađu Londona. Prije nego što je počeo nastupati s Experiencima, Mitchell je stekao značajno glazbeno iskustvo svirajući kao session glazbenik. Dok je bio tinejdžer nastupao je u dječjem programu Jennings and Derbyshire u drugom planu kao glumac. Svirao je sa sastavima kao što su Frankie Reid and the Casuals, Johnny Harris and the Shades, The Pretty Things, Bill Knight & The Sceptres, The Riot Squad, Georgie Fame and the Blue Flames te kao session bubnjar sastava The Who dok ga nije zamijenio Doug Sandom (sastav se kasnije konačno odlučio za Keitha Moona). Mitchell je također radio s kreatorom pojačala Marshall, Jimom Marshallom u glazbenoj prodavaonici u Londonu.
Sastav The Jimi Hendrix Experience nastaje 1966. godine kada je Jimi Hendrix došao u Veliku Britaniju. U mjesecu rujnu iste godine Hendrix i njegov menadžer Chas Chandler organizirali su audiciju za prateće glazbenike. Među brojnim glazbenicima za bas-gitaristu odabrali su Noela Reddinga, a za bubnjara Mitcha Mitchella. Do mjeseca travanja 1969. godine kada je Hendrix raspustio sastav, snimili su pet singlova i tri studijska albuma. Mitchell je ostavio veliki glazbeni doprinos u tom periodu, gdje je zajedno s Hendrixom snimio neke od najvećih njihovih uspješnica poput "Manic Depression", "Stepping Stone", "Little Miss Strange", "Voodoo Child (Slight Return)", "Fire" i "Third Stone from the Sun". Svoj doprinos imao je također i u jazz glazbi, a veliku glazbeni inspiraciju dobivao je od Elvina Jonesa, Maxa Roacha i Joea Morelloa.
U prosincu 1968. godine Mitchell svira u sastavu The Dirty Mac okupljen za potrebe filma The Rolling Stones Rock and Roll Circus. Ostali članovi sastav bili su John Lennon kao pjevač i ritam gitarista ("Winston Leg-Thigh"), Yoko Ono (glasovni efekti, "Whole Lotta Yoko"), Eric Clapton kao gitarist i Keith Richards kao basist. Sastav objavljuje cover "Yer Blues" pod nazivom "Whole Lotta Yoko".
Zajedno s Hendrixom i Billyjem Coxom pod nazivom Gypsy Sun and Rainbows, 1969. godine nastupa na Woodstocku, gdje pred 400.000 ljudi sviraju američku himnu ("Star Splanged Banner"). Nakon Woodstocka nastupaju još nekoliko puta i snimaju par studijskih snimaka te se nakon toga ubrzo razilaze. Hendrix zajedno s Billyjem Coxom i bubnjarom Buddyjem Milesom osniva novi sastav pod nazivom The Band of Gypsys. Sviraju na novogodišnjem koncertu u njujorškom Fillmore Eastu i snimaju jedan službeni uživo album (Band of Gypsys, 1970.). Posljednje pojavljivanje sastava Band of Gypsys bilo je u siječnju 1970. godine na koncertu Medison Square Gardenu, kada su se održavali masovni prosvjedi protiv rata u Vijetnamu. Hendrix, vjerojatno pod utjecajem LSD-a na polovici druge pjesme prestaje svirati i prije nego ode s pozornice publici se obrati riječima; "Ovo se dogodi kad se Zemlja sukobi sa svemirom - nikad se ne zaboravlja". Nakon toga Chas Chandler otpušta Coxa i Milesa te dovodi Mitchella i Reddinga iz Engleske i ponovo okuplja stari Experience. Hendrix ubrzo otpušta Reddinga i na njegovo mjesto vraća Coxa. U ovoj postavi djeluju sve do Hendrixove smrti, 18. rujna 1970. godine.
Nakon što je Hendrix osnovao sastav Band of Gypsys, Mitchell ima značajan doprinos s bivšim basistom sastava Cream, Jackom Bruceom. Zajedno s njima nastupali su još i Mike Mandel na klavijaturama i jazz gitarist sastava The Eleventh House, Larry Coryell.

### Nakon Hendrixa
Nakon Hendrixove smrti Mitchell je s producentom Eddie Kramerom počeo raditi na nedovršenim snimkama. Mitchell i Cox imali su veliki doprinos u objavljivanju prvog Hendrixovog postumnog albuma The Cry of Love, izdanog 1971. godine. Zajedno s Mikeom Pineraom na gitari (iz sastava Iron Butterfly) i Aprilom Lawtonom, 1972. godine osniva rock sastav Ramatam s kojim objavljuje istoimeni album. Nekoliko puta nastupaju kao predizvođači britanskom rock sastavu Emerson, Lake & Palmer. Ramatam nije postigao komercijalni uspjeh i Mitchell pred objavljivanje njihovog drugog LP-a napušta sastav. Nastupa na nekoliko koncerata s Terryjem Reidom, Jackom Bruceom i Jeffom Beckom kao zamjena za bubnjara Cozya Powella (zbog bolesti).
Do početka 1990-ih Mitchell nastavlja s izvedbama te povremenim odlascima u studio gdje pretežno svira kao session glazbenik (jedan od njih je album Long Walk Back američkog country glazbenika Juniora Brownsa). Sudjeluje u raznim emisijama posvećenim preminulom Jimiju Hendrixu, snima nekoliko video uradaka i daje intervjue.
Godine 1999. Mitchell se pojavljuje na albumu Midnight Daydream rock gitariste Brucea Camerona, zajedno s Billyem Coxom, Buddyjem Milesom i Jackom Bruceom. Kako bi zadovoljio potrebe brojnih Hendrixovih obožavatelja sudjeluje u seriji uživo nastupa s njegovim svjetski poznatim imitator Randyem Hansenom. Zajedno s Coxom i gitaristom Garyem Serkinom u novije vrijeme nastupao je kao sastav pod nazivom Gypsy Sun Experience.
Godine 2005. časopis Rolling Stone stavlja ga na 23. mjesto popisa najboljih bubnjara svih vremena.

## Smrt
Mitch Mitchell umro je 12. studenog 2008. godine prirodnom smrću u snu u svojoj hotelskoj sobi u Portlandu. Mitchell je bio posljednji živi član Experienca. Hendrix je umro 1970. godine i Londonu u 27. godini života, a basista Noel Redding 2003. u 57. godini od posljedica ciroze jetre. Portland je mjesto u kojemu je Mitchell tjedan dana prije smrti nastupio u okviru turneje Experience Hendrix, posvećene uspomeni na Hendrixa. Nakon raspada Experienca, svirao je s nekim od najuglednijih svjetskih glazbenika poput Erica Claptona, Johna Lennona, Keitha Richardsa, Jeffa Becka, Muddya Watersa i drugih.

## Diskografija
- 1967. - The Jimi Hendrix Experience - Are You Experienced?
- 1968. - The Jimi Hendrix Experience - Axis: Bold as Love
- 1968. - The Jimi Hendrix Experience - Electric Ladyland
- 1969. - Martha Velez - Fiends and Angels
- 1971. - Jimi Hendrix - The Cry of Love
- 1971. - Jimi Hendrix - Rainbow Bridge
- 1972. - Jimi Hendrix - War Heroes
- 1972. - Ramatam - Ramatam
- 1980. - Roger Chapman - Mail Order Magic
- 1986. - Greg Parker - Black Dog
- 1998. - Junior Brown- Long Walk Back
- 1999. - Bruce Cameron- Midnight Daydream
- 2010. - Jimi Hendrix - Valleys of Neptune

## Vanjske poveznice
- Mitch Mitchell u internetskoj bazi filmova IMDb-u (engl.)
- Drummerworld.com - Životopis